# 아프리카의 세계유산
다음은 아프리카의 유네스코 세계유산 목록이다.

## GMB

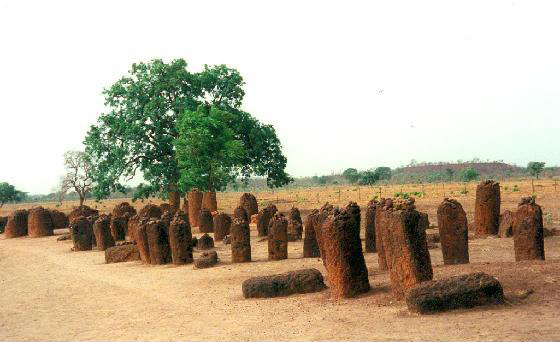
세네감비아 환상 열석군

## GIN

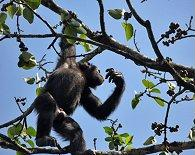

## NAM

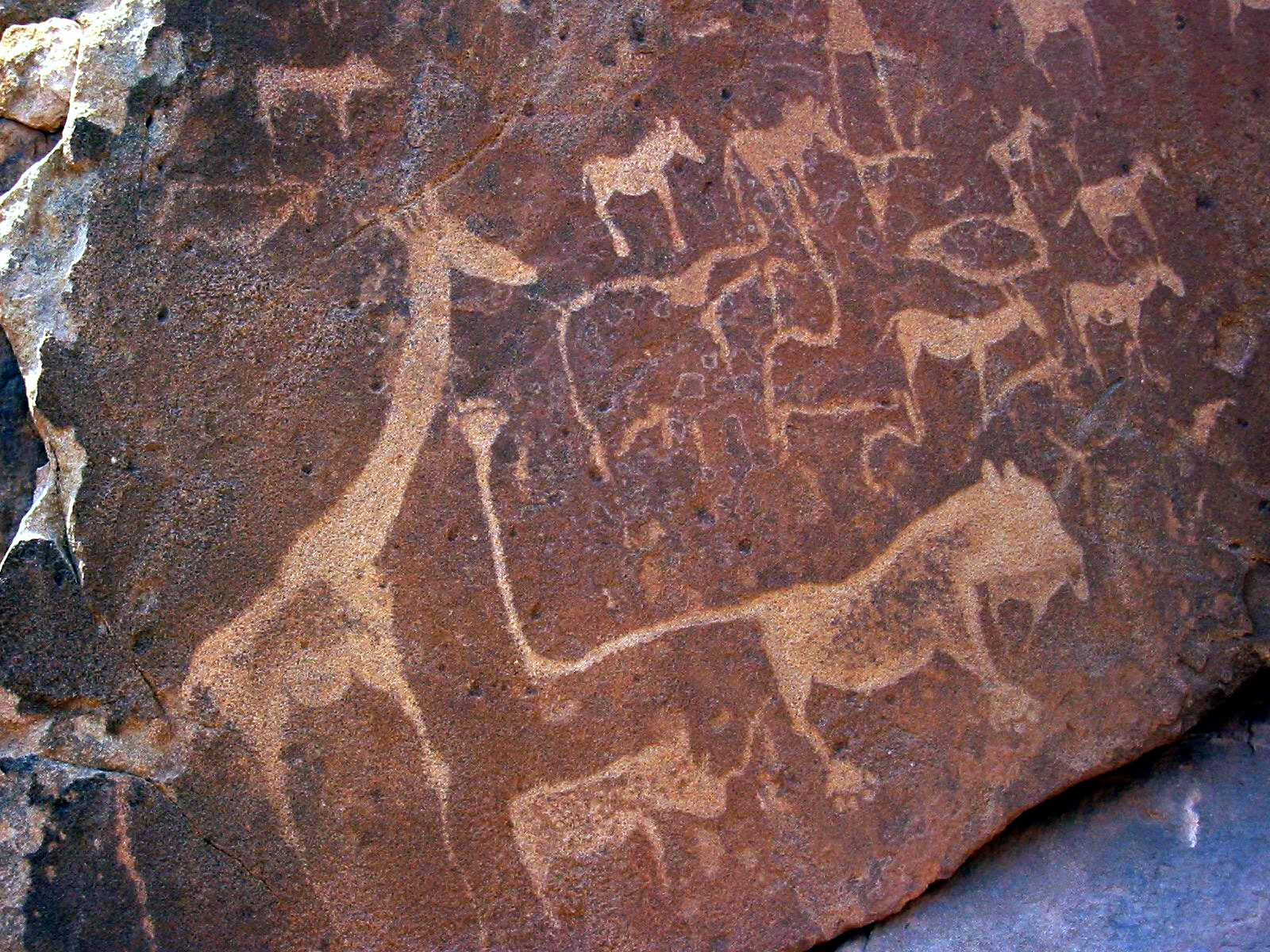
트위펠폰테인

## NGA

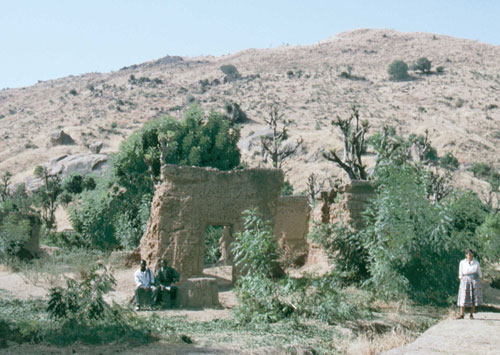
수쿠 문화조경

## 가나
| 이름                | 사진 | 위치 | 유형      | 면적       | 등록 년도 | 설명 |
| ------------------- | ---- | --- | --------- | ---------- | --------- | ---- |
| 가나의 성채         |      | 가나 중앙주, 그레이터아크라주, 볼타주, 서부주 북위 5° 14′ 51″ 서경 0° 47′ 07″ / 북위 5.247398° 서경 0.785167° | 문화 유산 | 0.0016 km2 | 2006년    |      |
| 아샨티의 전통건축물 |      | 가나 쿠마리 북위 6° 24′ 04″ 서경 1° 37′ 33″ / 북위 6.401111° 서경 1.625833°                                   | 문화 유산 |            | 1979년    |      |

## 가봉
| 이름               | 사진 | 위치 | 유형      | 면적        | 등록 년도 | 설명 |
| ------------------ | --- | ---- | --------- | ----------- | --------- | ---- |
| 생태계 및 문화경관 | A view of a wide river in the foreground, with a single dirt mountain surrounded by trees in the background. | 가봉 | 문화 유산 | 4912.91 km2 | 2006년    |      |

## 감비아
- 제임스섬과 관련유적 (2003)
- 세네감비아 환상 열석군 (2006)

## 기니
- 님바산의 자연보호지역 (1981)

## 나미비아
- 트위펠폰테인 암각화 지대 (2007)

## 나이지리아
- 수쿠 문화조경 (1999)
- 오순-오속보의 성목요일립 (2005)

## 남아프리카 공화국
- 성 루시아 습지공원 (1999)
- 로벤섬 (1999)

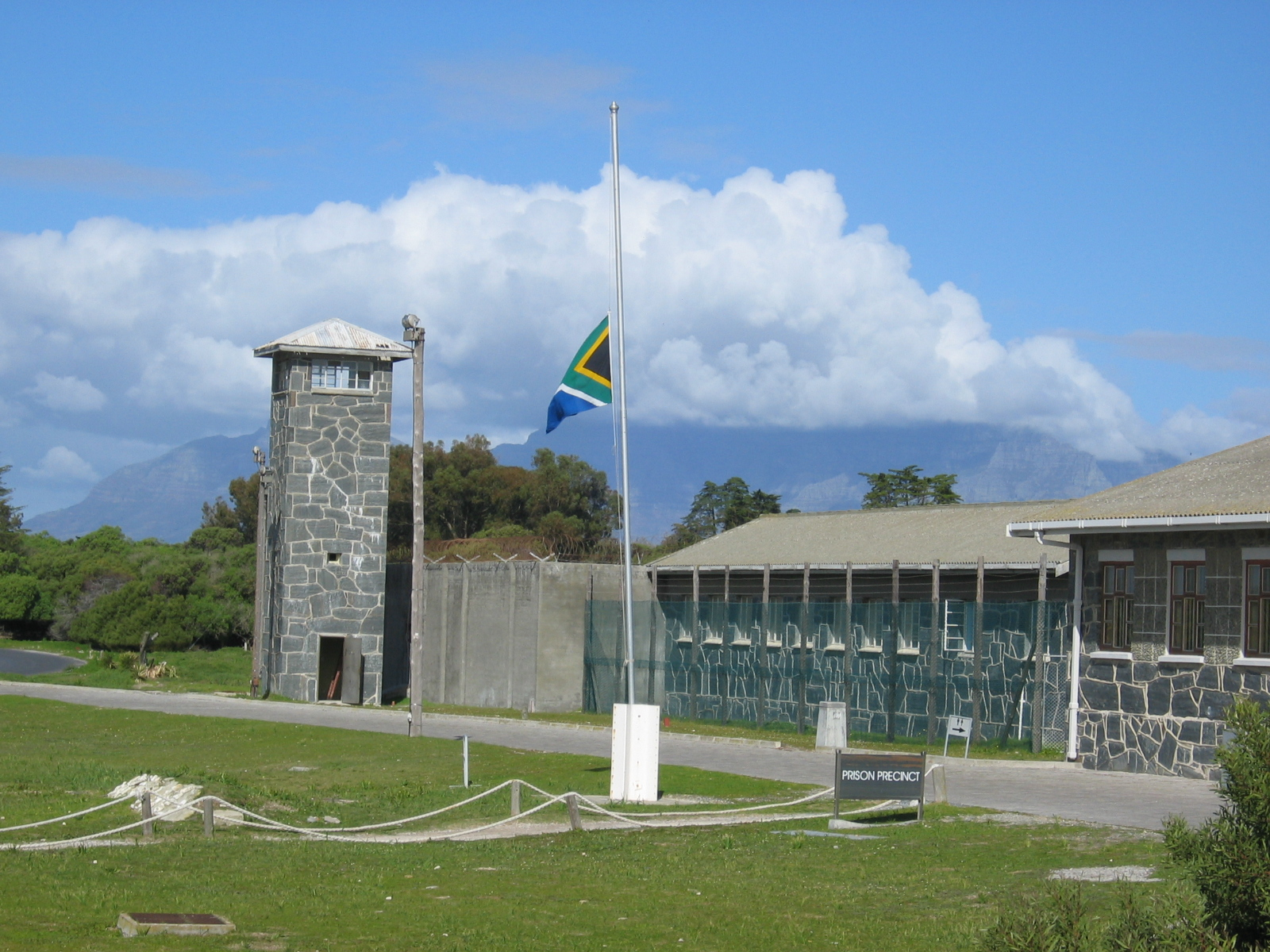
로벤섬

- 스텍폰테인, 스와트크란, 그롬드라이 화석 호미니드 지역 (1999)
- 드라켄즈버그산맥 (2000)
- 마푼구베 문화경관 (2003)
- 케이프 꽃 지구 보호구역 (2004)
- 프레터포르테 돔 (2005)
- 리흐터스펠트 문화 및 식물경관 (2007)

## 니제르

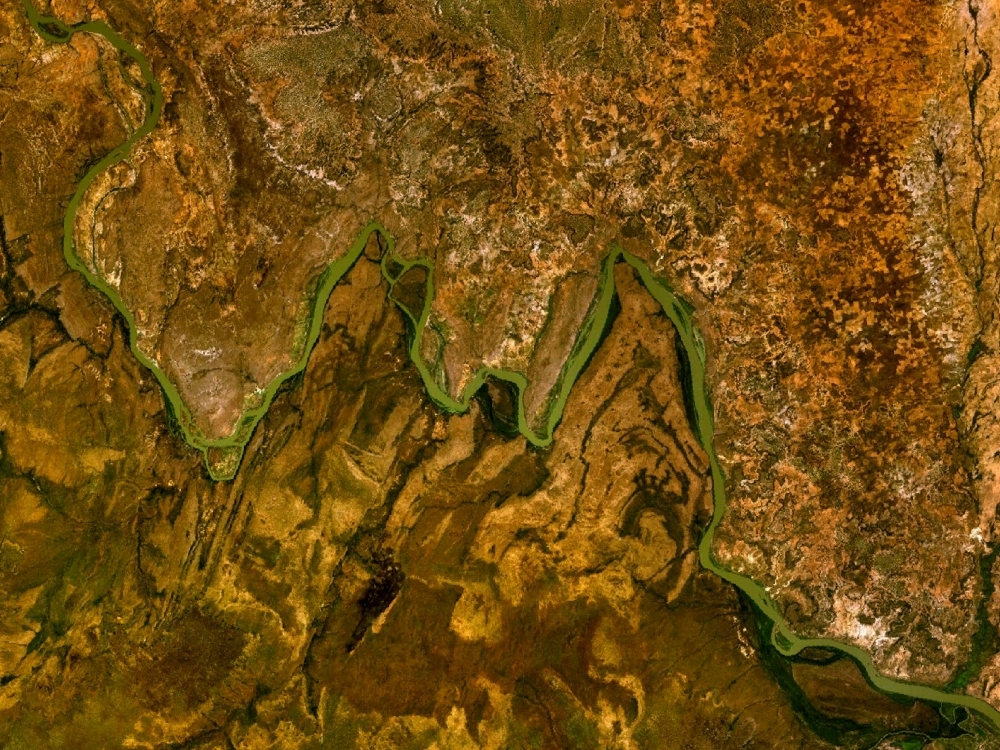
W국립공원

- 아이르, 테네레 자연보호지역 (1991)
- W국립공원 (1996)

## 리비아
- 시레네 고고유적 (1982)
- 렙티스 마그나 고고유적 (1982)
- 사브라타 (1982)

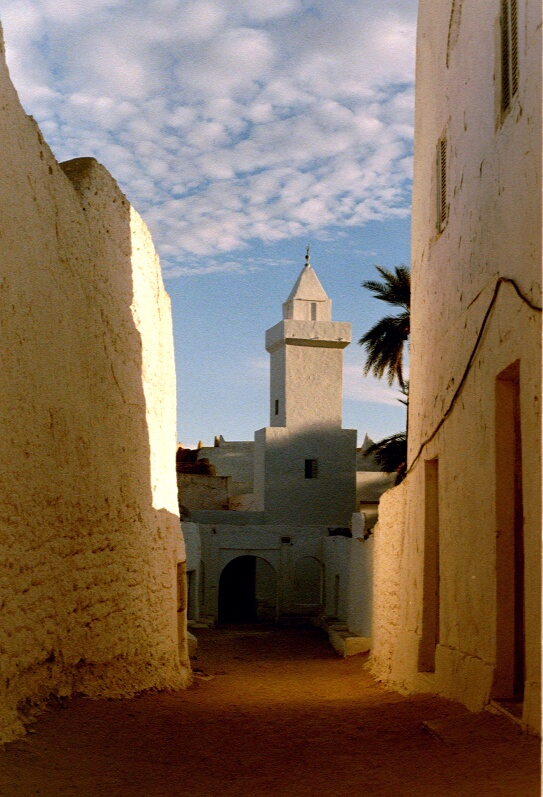
가다메스

- 타드라트 아카쿠스의 암각예술 유적 (1985)
- 가다메스 구 도시 (1986)

## MDG

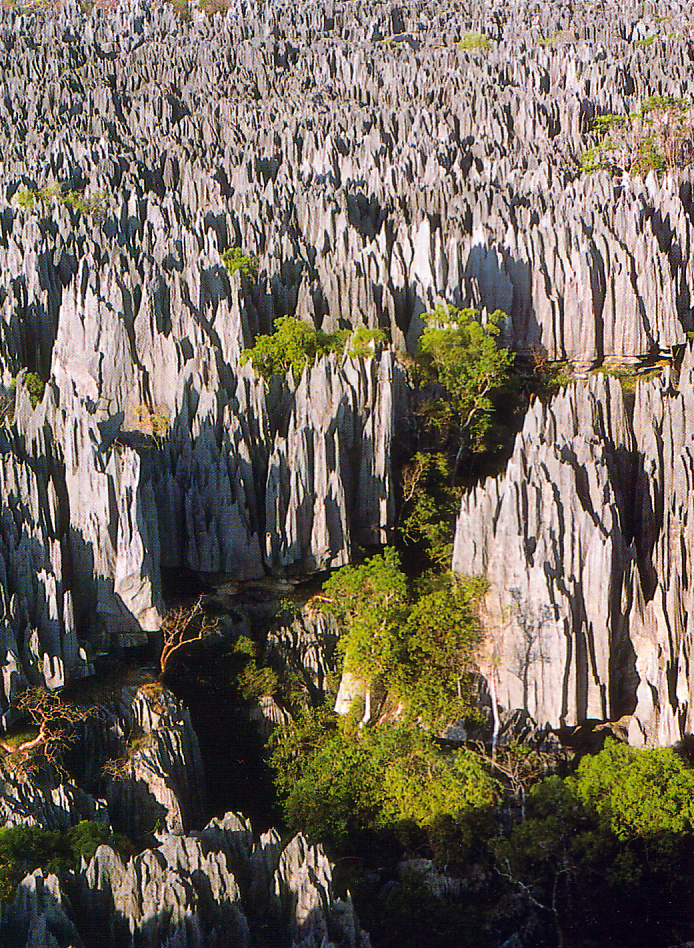
팅지 (베마라하 자연보호구역)

## 마다가스카르
- 베마라하 자연보호구역 (1990)
- 암보히만가 왕실 언덕 (2001)
- 아치나나나 열대우림 (2007)

## 말라위
- 말라위 호수 국립공원 (1984)

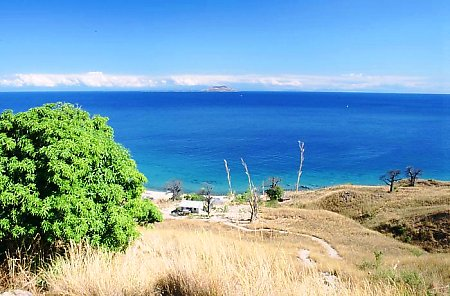
말라위 호

- 총고니 공원 암석화 유적지 (2006)

## MLI

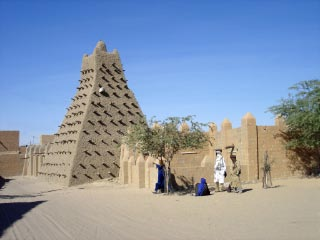
팀북투 상코레 사원

## 말리
- 제네의 구 시가지 (1988)
- 팀북투 (1988)
- 반디아가라 절벽 (1989)
- 아스키아의 무덤 (2004)

## 모로코
- 페스의 메디나 (1981)
- 마라케시의 메디나 (1985)
- 아이트-벤-하도우 (1987)
- 메크네스 역사도시 (1996)
- 볼루빌리스 고고학지역 (1997)
- 테투안의 메디나 (1997)
- 에사위라의 메디나 (2001)
- 메가잔의 포르투갈 도시 (2004)

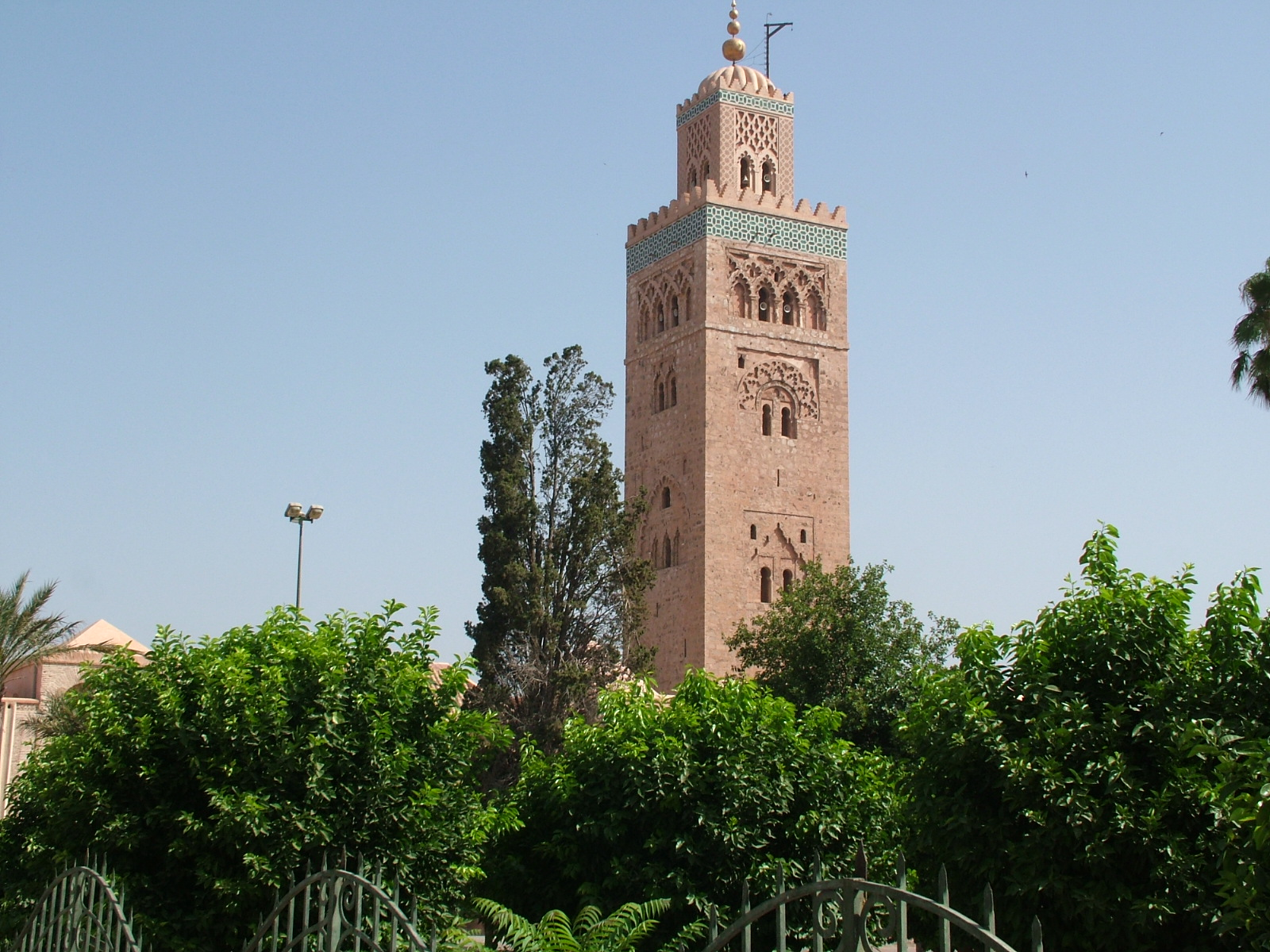
마라케시

- 라바트, 현대 수도와 역사도시: 공동의 유산 (2012)

## 모리셔스
| 이름                     | 사진 | 위치                                                                                          | 유형      | 면적       | 등록 년도 | 설명 |
| ------------------------ | --- | --------------------------------------------------------------------------------------------- | --------- | ---------- | --------- | ---- |
| 아프라바시 선창장 유적지 | A picture of four rectangular stone structures a few feet high, laid against a wall of a larger height. | 모리셔스 포트루이스                                                                           | 문화 유산 | 0.0016 km2 | 2006년    |      |
| 르몬 문화경관            | | 모리셔스 리비에르누아르구 남위 20° 27′ 07″ 동경 57° 19′ 42″ / 남위 20.451944° 동경 57.328333° | 자연 유산 | 3.496km2   | 2008년    |      |

## 모리타니
- 방 다르긴 국립공원 (1989)

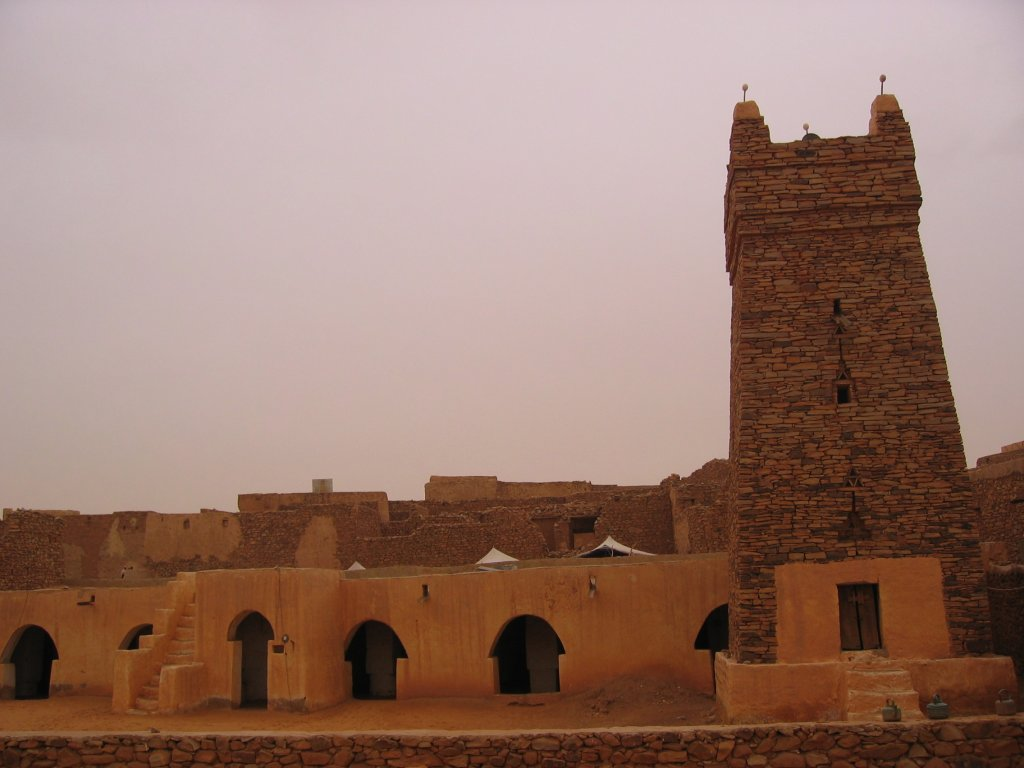
칭게티

- 오우아데인, 칭게티, 티치트, 오왈래타 고대 도시 (1996)

## 모잠비크
- 모잠비크섬 (1991)

## 베냉
- 아보메이 왕궁 (1985)

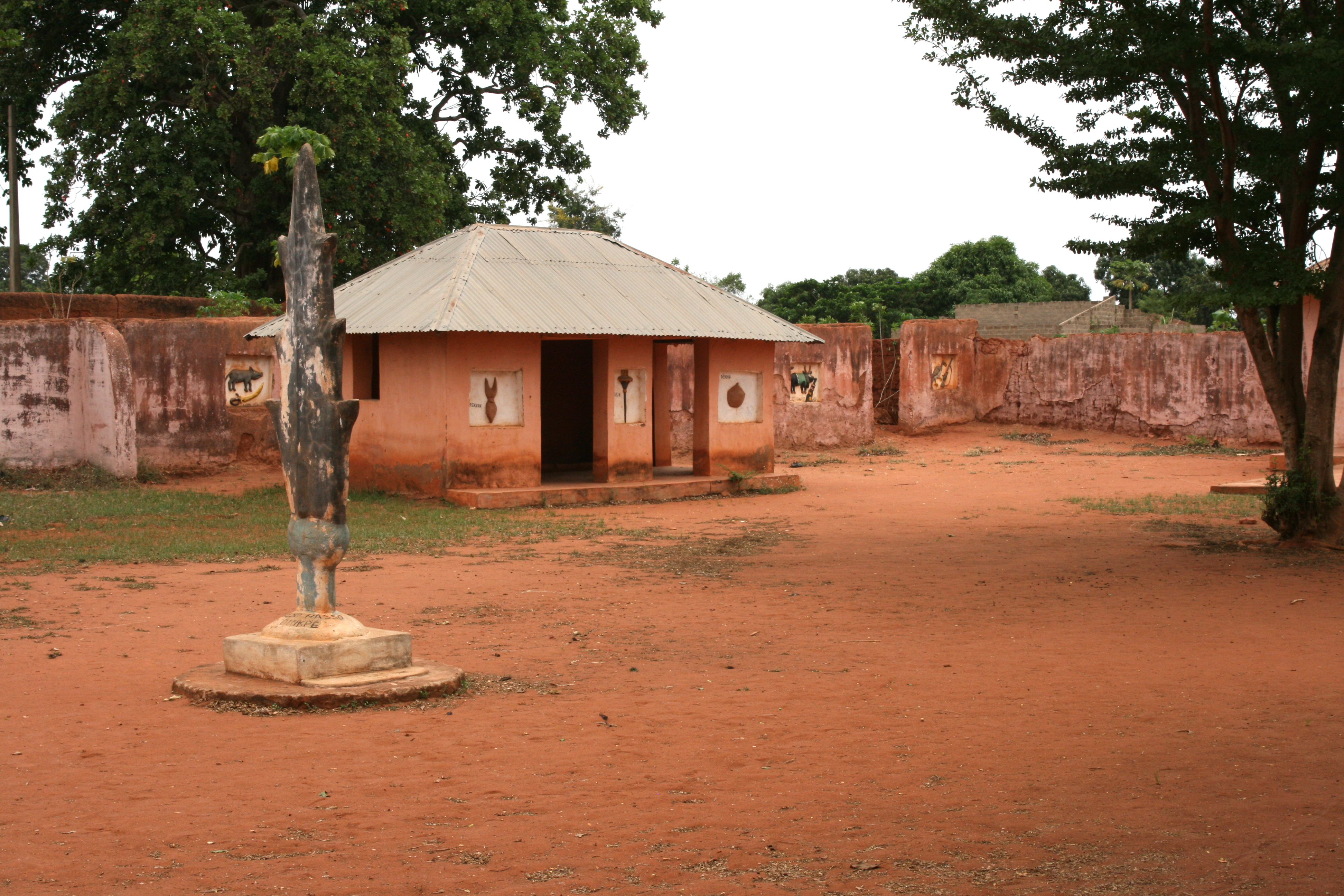
아보메이 왕궁

- W-아를리-펜쟈리 복합유산 (1996, 2017)
- 코타마코, 바타마리바 지역 (2004, 2023)

## 보츠와나
- 초딜로 (2001)
- 오카방고 델타 (2014)

## 부르키나파소
- W-아를리-펜쟈리 복합유산 (1996, 2017)
- 로로페니 유적  (2009)
- 부르키나파소의 고대 야철지 (2019)
- 티에벨레 궁정 (2024)

## 세네갈
- 고레섬 (1978)
- 주드 조류 보호지 (1981)
- 니오콜로-코바 국립공원 (1981)
- 생루이섬 (2000)
- 세네감비아 환상 열석군 (2006)
- 살룸 삼각주 (2011)

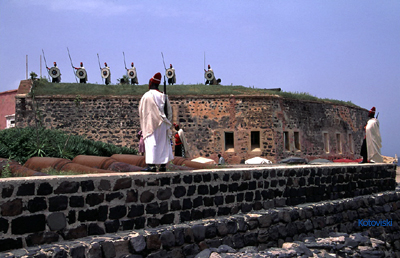
고레섬

- 바사리 지역 : 바사리인, 풀라인, 베디크인의 문화경관 (2012)

## SYC

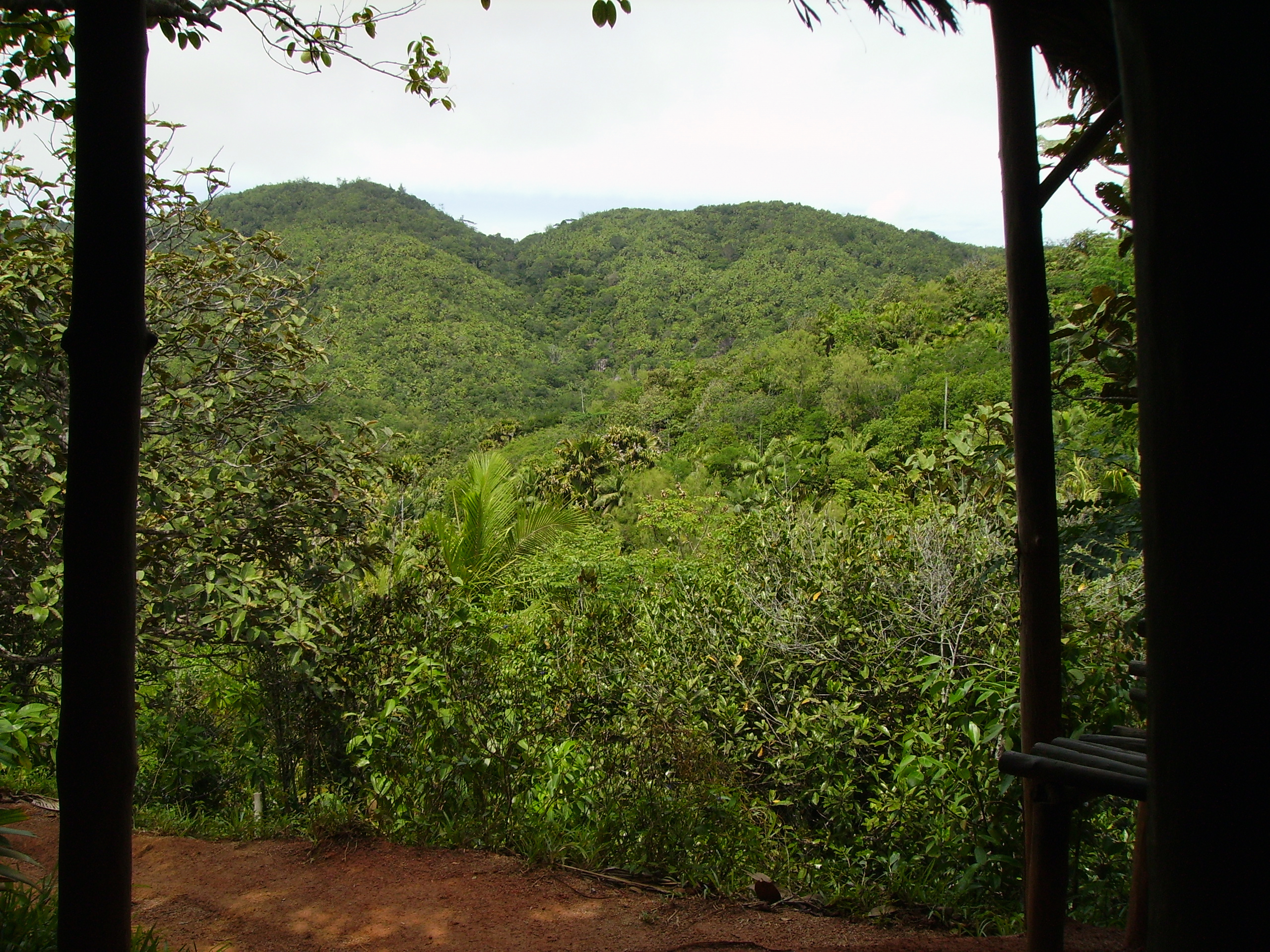
Vallée de Mai

## 세이셸
- 알다브라 (1982)
- 마이 자연보호 지역 (1983)

## 수단

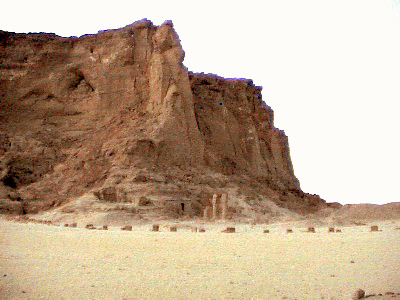
게벨 바르칼과

- 게벨 바르칼과 나파탄 지구유적 (2003)
- 메로에 섬의 고고유적 (2011)

## DZA

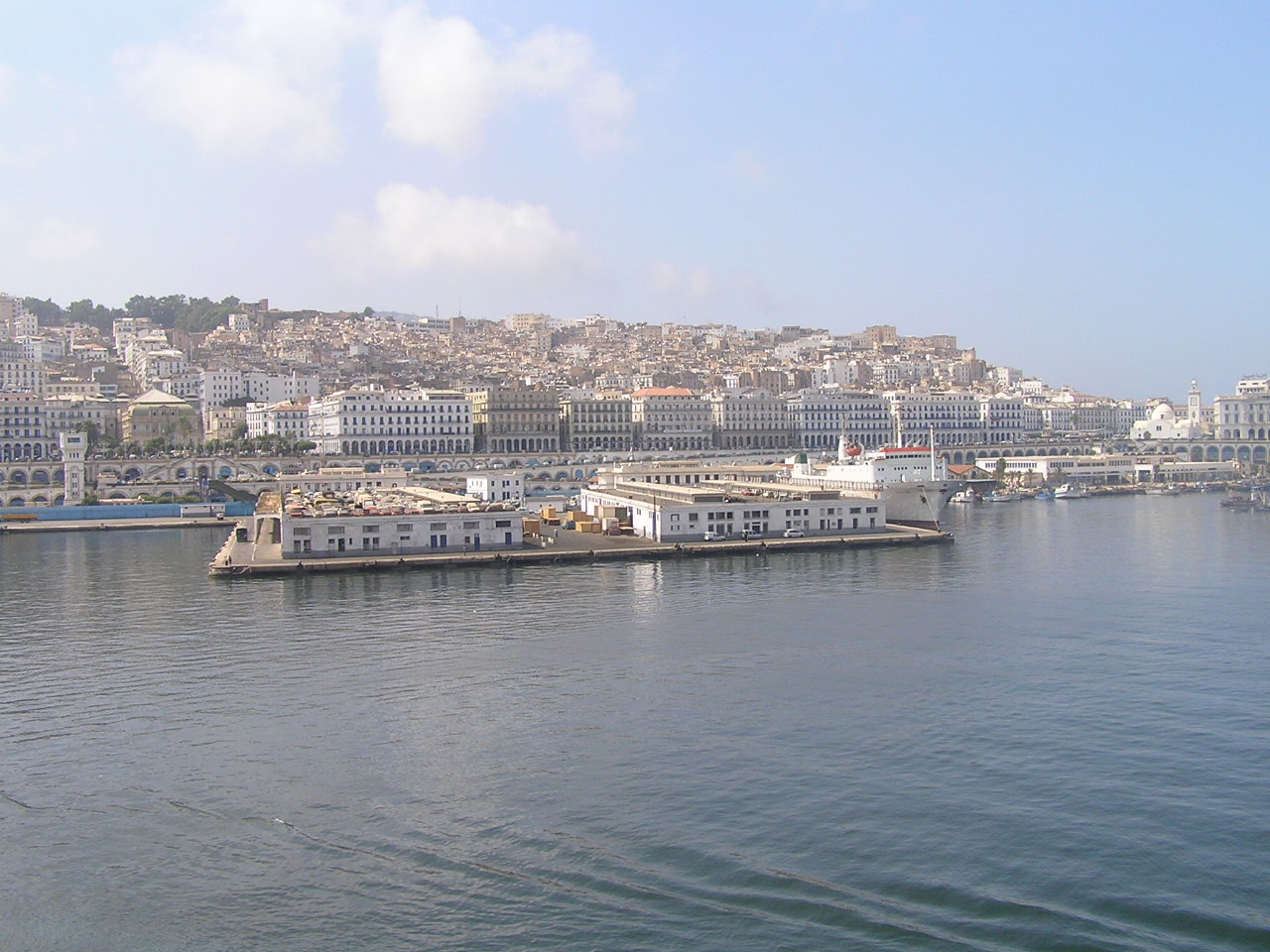
알제의 카스바

## 알제리
- 베니 하마드 요새 (1980)
- 제밀라 고고유적 (1982)
- 팀가드 고고유적 (1982)
- 티파자 고고유적 (1982)
- 므자브 계곡 (1982)
- 타실리 나제르 (1982)
- 알제의 카스바 (1992)

## 앙골라
- 음반자 콩고, 옛 콩고 왕국 수도의 유적 (2017)

## 에티오피아
- 시미엔 국립공원 (1978)
- 랄리벨라 석굴 교회군 (1978)
- 곤다르의 파실 게비 유적 (1979)
- 악숨 고고학 유적 (1980)
- 티야 비석군 (1980)
- 아와시 계곡 (1980)
- 오모 계곡 (1980)

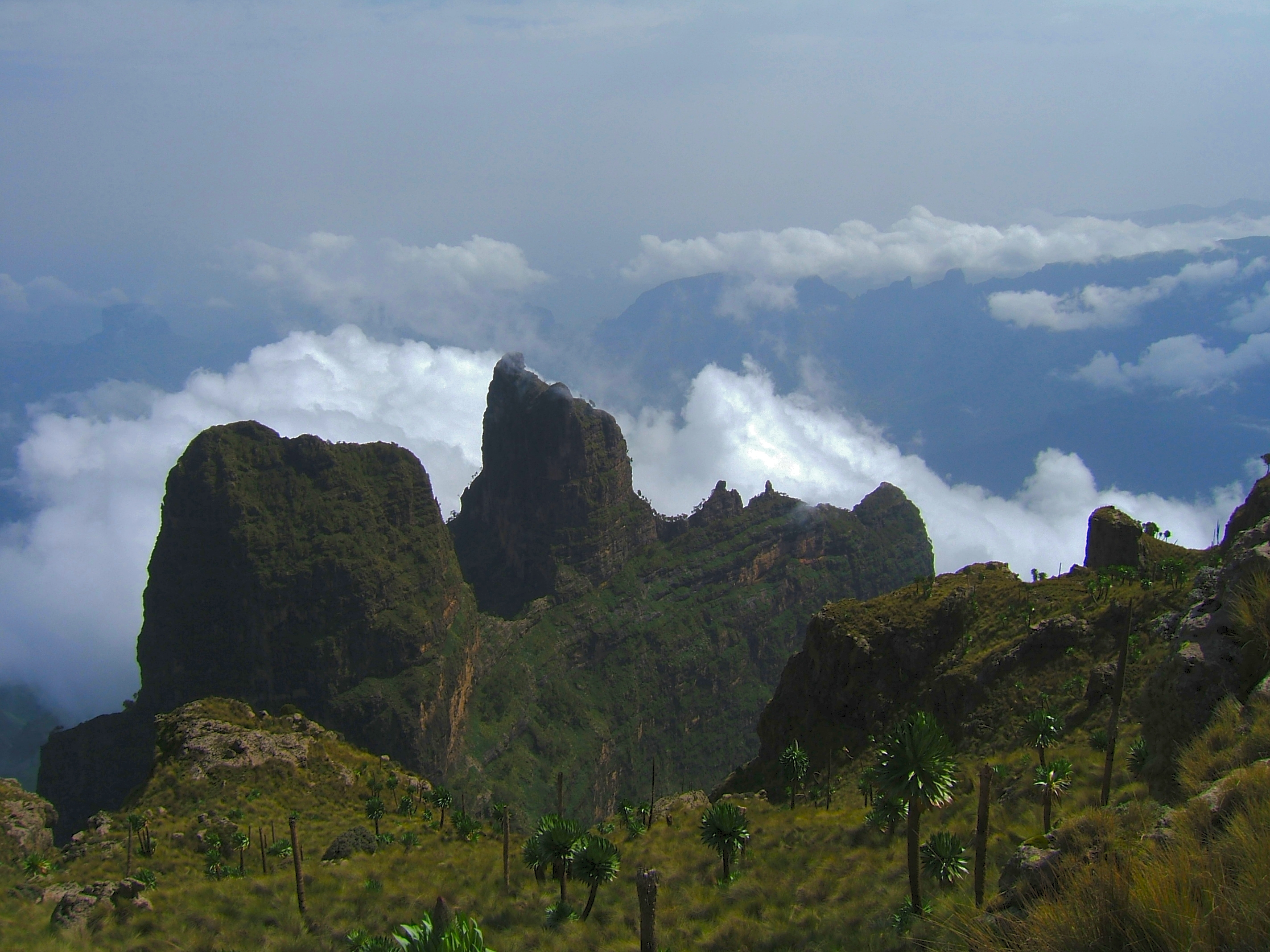
시멘 국립공원

- 에티오피아의 이슬람 역사 도시 하라 주골 (2006)
- 콘소 문화경관 (2011)

## 우간다
- 르웬조리 국립공원 (1994)
- 브윈디 천연 국립공원 (1994)

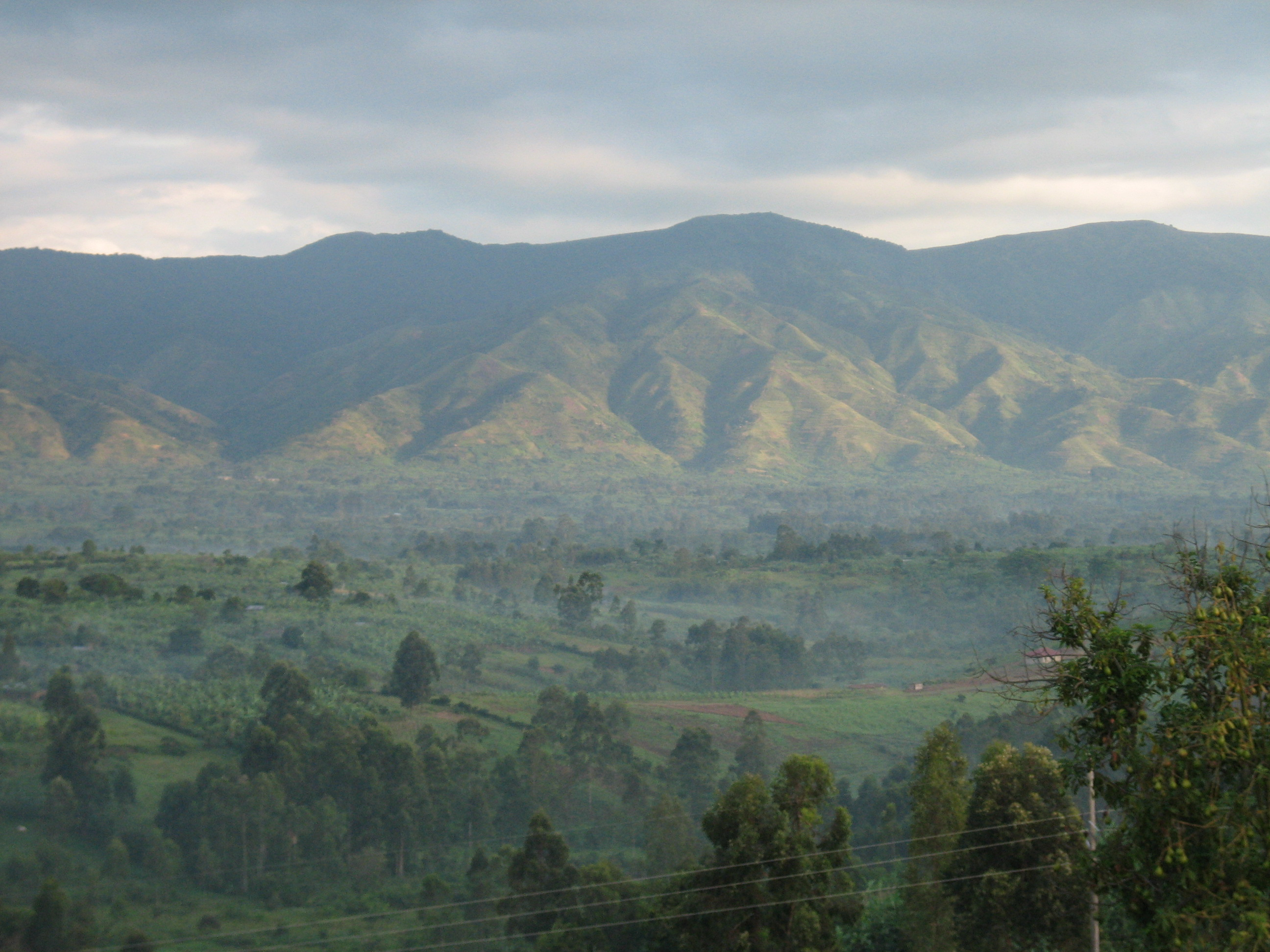
르웬조리 국립공원

- 카수비에 있는 부간다족 왕릉 단지 (2001)

## 이집트
- 아부 메나 기독교 유적 (1979)
- 고대 테베와 네크로폴리스 (1979)
- 이슬람 도시 카이로 (1979)

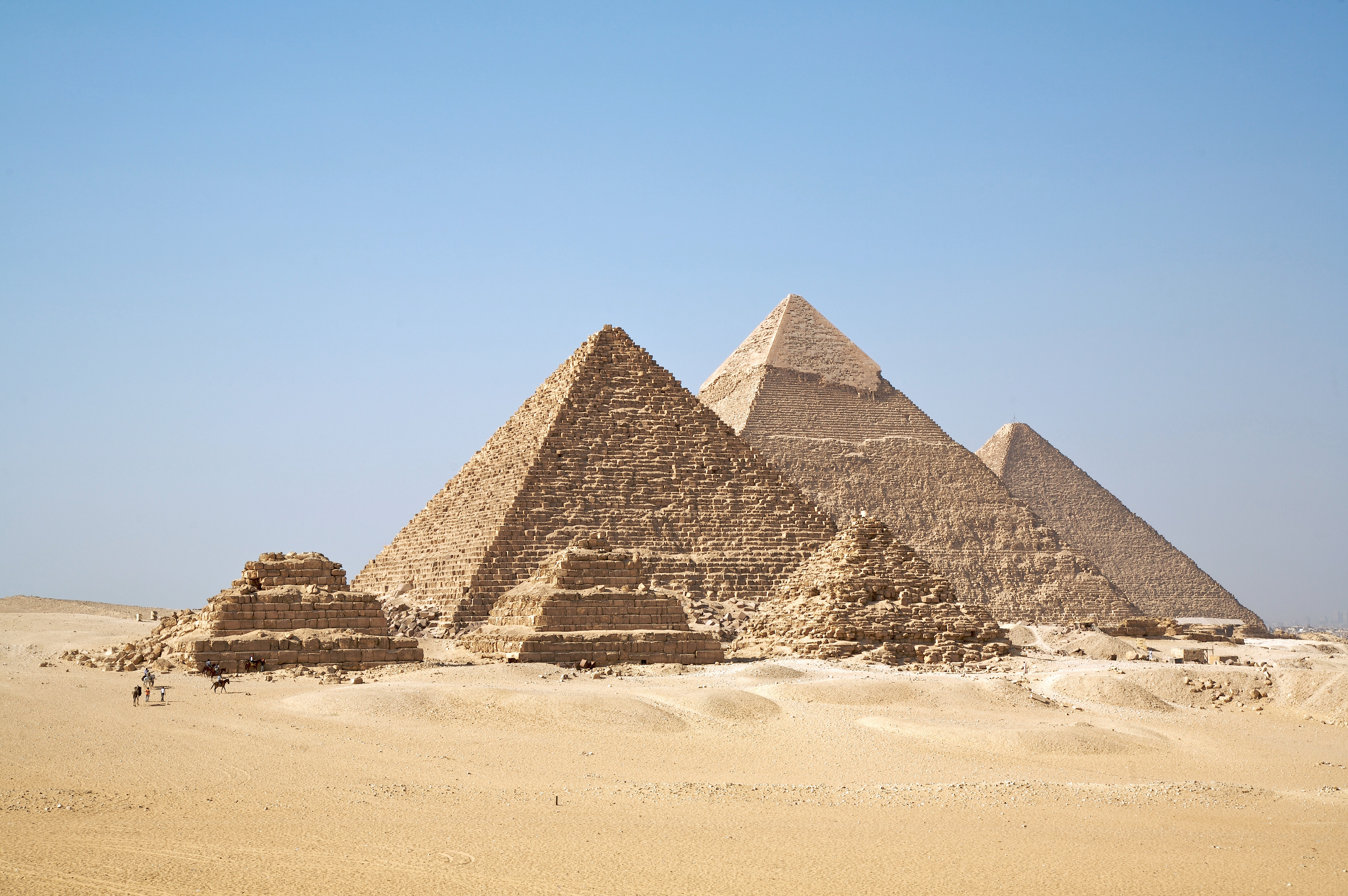
피라미드

- 멤피스와 네크로폴리스 기자에서 다 쉬르까지의 피라미드 지역 (1979)
- 누비아 유적 아부심벨에서 필라이까지 (1979)
- 세인트 캐서린 지구 (2002)
- 와디 알히탄 (2005)

## 잠비아

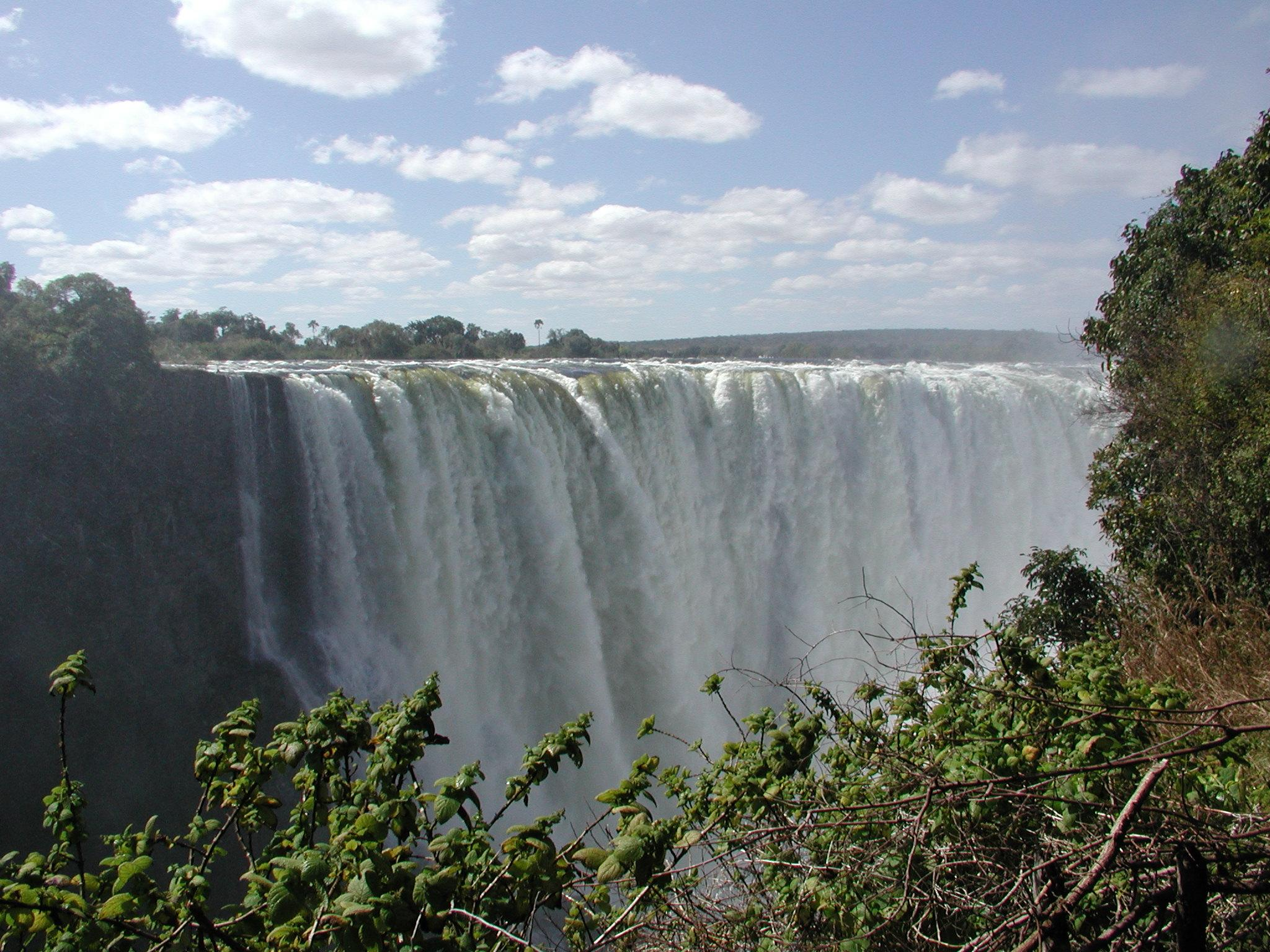
빅토리아 폭포

- 모시 오아 툰야 : 빅토리아 폭포 (1989)

## 중앙아프리카 공화국
- 마노브-군다 성 플로리스 국립공원 (1988)
- 상가 트리내셔널 (2012)

## 짐바브웨

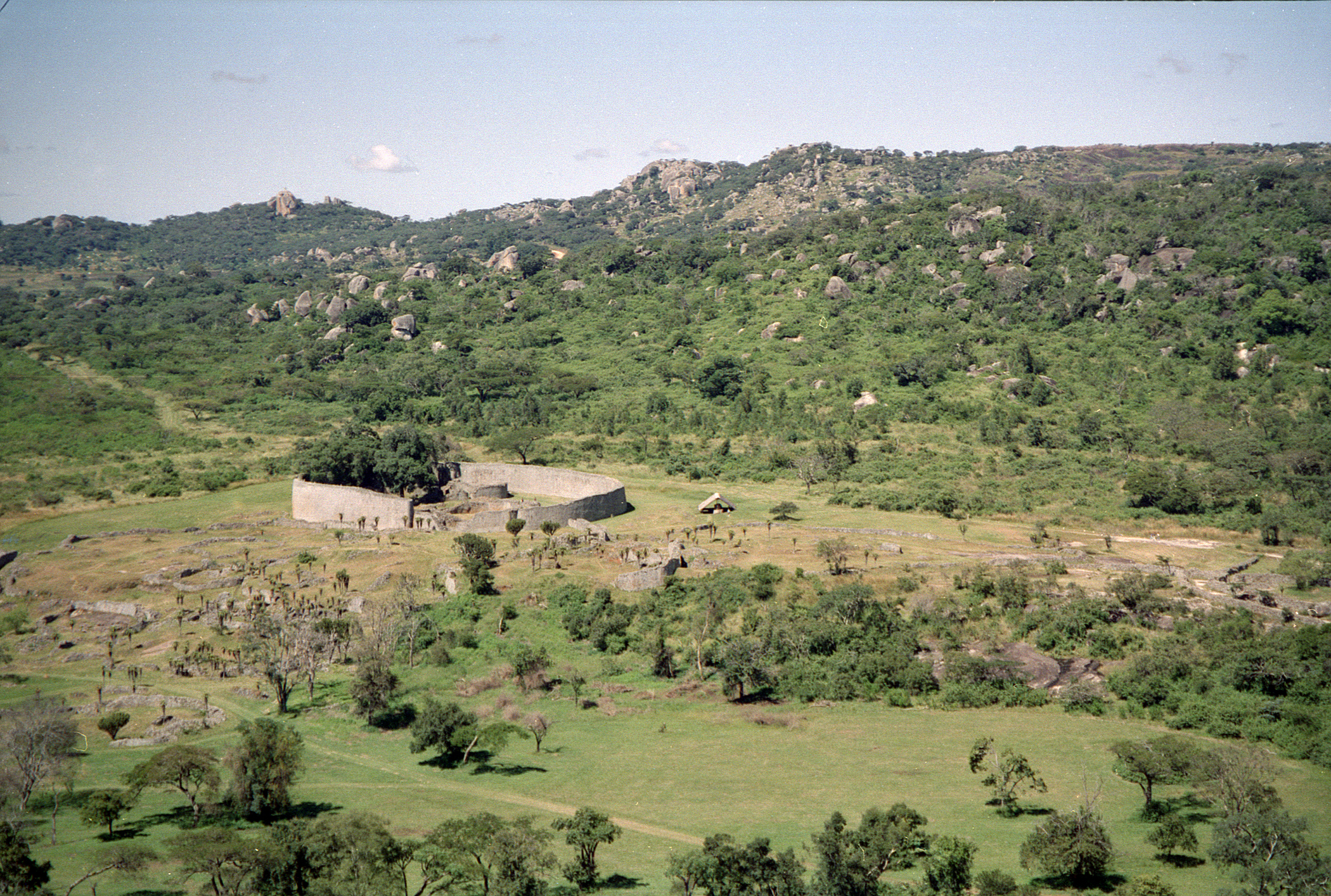
대짐바브웨 유적

- 마나 풀스 국립공원 사피·츄어수렵지역 (1984)
- 카미유적 (1986)
- 대짐바브웨 유적 (1986)
- 모시 오아 툰야 : 빅토리아 폭포 (1989)
- 매토보 언덕 (2003)

## 차드
- 오우니안가 호수 (2012)
- 엔네디 산괴 : 자연 및 문화 경관 (2016)

## 카메룬
- 드야의 동물 보호구역 (1987)
- 상가 트리내셔널 (2012)

## 카보베르데

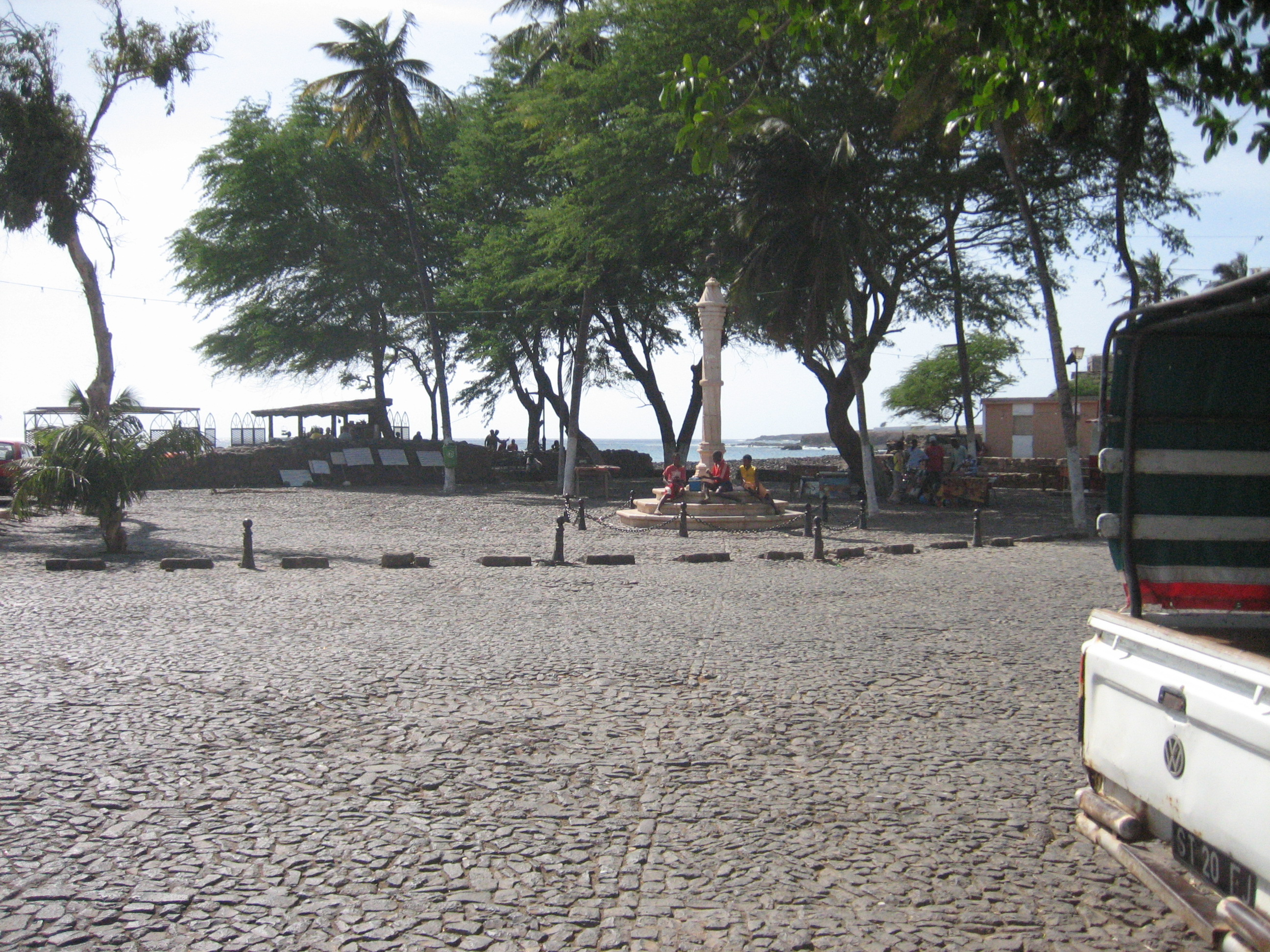
시다데벨랴

- 시다드벨랴, 리베이라 그란데 역사지구 (2009)

## 케냐
- 케냐산 국립공원 (1997)

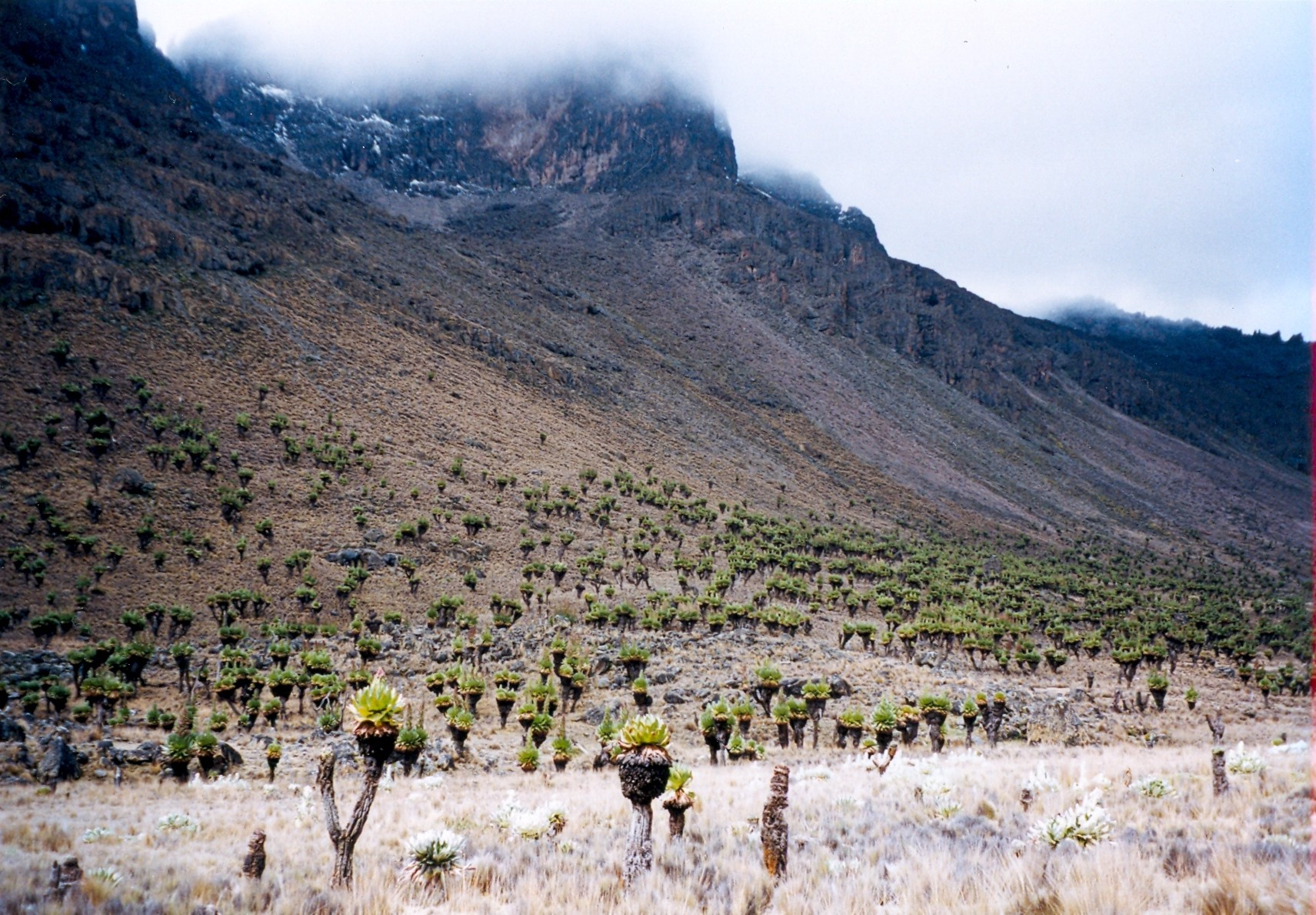
케냐국립공원

- 시빌로이 중앙섬국립공원 (1997, 2001)
- 라무 구 시가지 (2001)
- 미지켄다 부족의 카야 성림 (2008)
- 그레이트 리프트 밸리의 호수 (2011)
- 몸바사의 지저스 요새 (2011)

## 코트디부아르
- 님바산의 자연보호지역 (1981)
- 타이 국립공원 (1982)
- 코모에 국립공원 (1983)
- 그랜드 바삼의 역사마을 (2012)

## 콩고 공화국
- 상가 트리내셔널 (2012)
- 오잘라 코코우아 산림 대산괴 (2023)

## COD

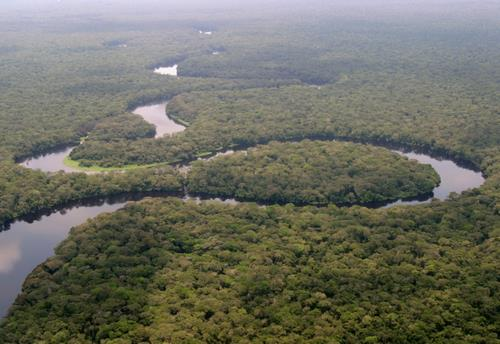
살롱가 국립공원

## 콩고 민주 공화국
- 비룽가 국립공원 (1979)
- 가람바 국립공원 (1980)
- 카후지-비에가 국립공원 (1980)
- 살롱가 국립공원 (1984)
- 오카피 야생생물 보존지구 (1996)

## 탄자니아
- 응고롱고로 자연보호지역 (1979)
- 세렝게티 국립공원 (1981)

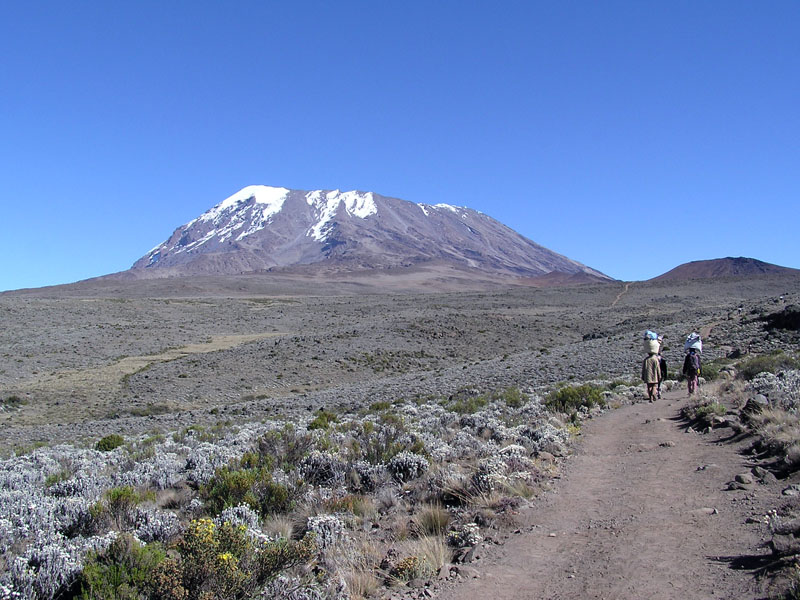
킬리만자로

- 킬와 키시와니/송고음나라 유적 (1981)
- 셀로스 동물 보호지역 (1982)
- 킬리만자로 국립공원 (1987)
- 잔지바르 석조 해양 도시 (2000)
- 콘도 암각화 유적지 (2006)

## 토고

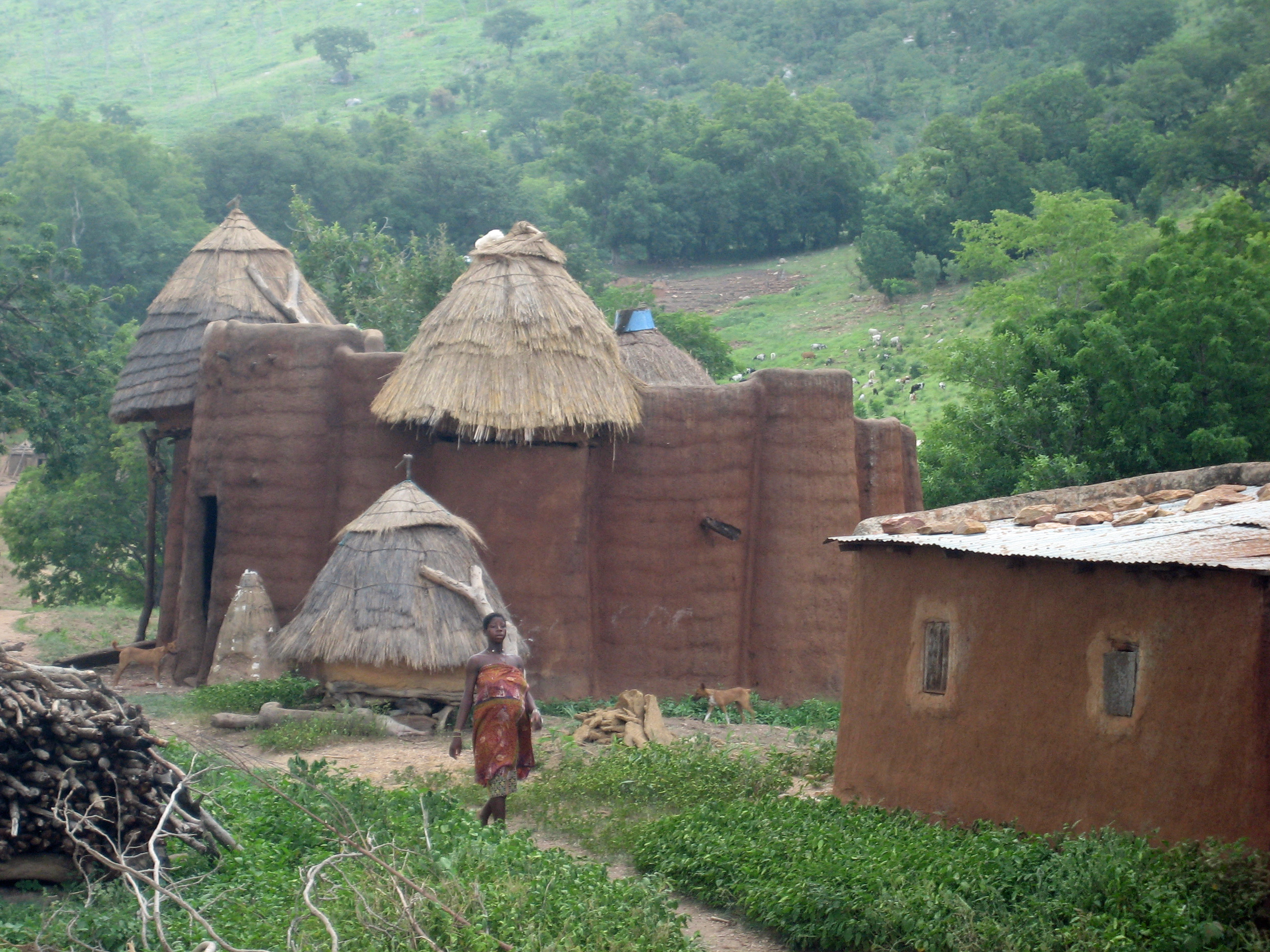
바타마리족의 소유지, 코우타마코우

- 바타마리족의 소유지, 코우타마코우 (2004)

## 튀니지
- 엘 젬의 원형 극장 (1979)
- 카르타고 고고유적 (1979)
- 튀니스의 메디나 (1979)
- 이츠케울 국립공원 (1980)

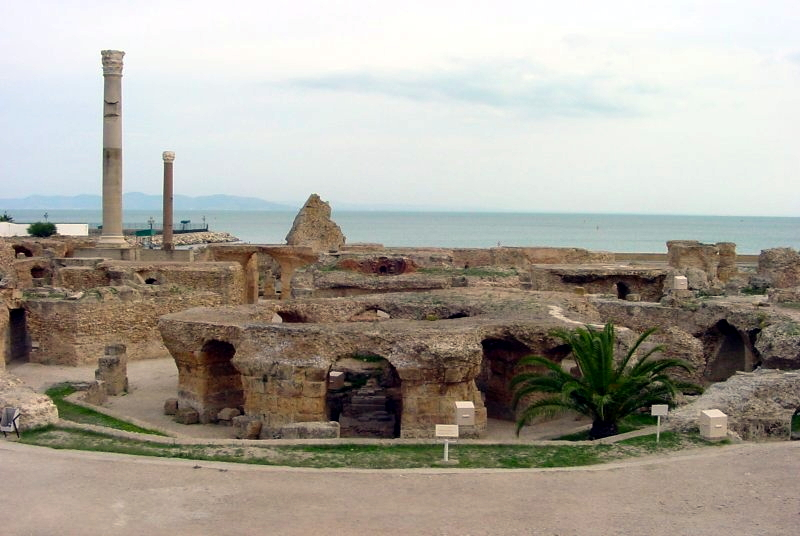
카르타고 고고유적

- 케르쿠안의 카르타고 유적 및 대규모 공동묘지 (1985, 1986)
- 수스의 메디나 (1988)
- 카이르완 고대도시 (1988)
- 두가, 투가 (1997)

## 같이 보기
- 아시아의 세계유산
- 유럽의 세계유산
- 북아메리카의 세계유산
- 남아메리카의 세계유산
- 오세아니아의 세계유산